# Caso Trump contra Anderson
Trump contra Anderson, Num. 23-719, 601 U.S. ___ (2024), é um caso da Suprema Corte dos Estados Unidos no qual a Corte decidiu que os estados não podem determinar a elegibilidade presidencial sob a Seção 3 da Décima Quarta Emenda. Em dezembro de 2023, a Suprema Corte do Colorado rejeitou a elegibilidade do ex-presidente Donald Trump para a presidência com base em suas ações durante o ataque ao Capitólio em 6 de janeiro, aderindo à teoria de desqualificação da Décima Quarta Emenda. Nos tribunais estaduais do Colorado, o caso ficou conhecido como Anderson contra Griswold.
A Suprema Corte do Colorado sustentou que as ações de Trump antes e durante o ataque constituíam engajamento em insurreição; sua afirmação é de que a Seção 3 da Décima Quarta Emenda desqualifica candidatos presidenciais que se tenham  engajado em insurreição contra os Estados Unidos. A decisão da Suprema Corte do Colorado, no caso Anderson contra Griswold, marcou a primeira vez em que um candidato presidencial foi desqualificado para o cargo em um estado, com base na Décima Quarta Emenda. A corte suspendeu sua decisão até o julgamento da Suprema Corte dos EUA.
Em 5 de janeiro de 2024, a Suprema Corte dos EUA concedeu muito rapidamente um mandado de certiorari para o recurso de Trump contra a decisão da Suprema Corte do Colorado, no caso Anderson contra Griswold. A sustentação oral foi realizada em 8 de fevereiro de 2024; em 4 de março de 2024, a Suprema Corte emitiu sua decisão, revertendo a decisão anterior da Suprema Corte do Colorado e sustentando que o Congresso determina a elegibilidade, nos termos da Seção 3, para ocupantes de cargos federais, conforme estabelecido pela Seção 5.

## Contexto

### Ataque ao Capitólio em 6 de janeiro
Em 19 de dezembro de 2020, seis semanas após sua derrota eleitoral, Trump instigou seus seguidores no Twitter a protestarem em Washington, D.C., em 6 de janeiro, o dia em que o Congresso estava programado para certificar os resultados da eleição, escrevendo: "Estejam lá, vai ser selvagem! [sic]" No decorrer das semanas seguintes, Trump repetiria a data de 6 de janeiro. Organizações militantes e grupos afiliados à teoria da conspiração QAnon formularam planos logísticos para se reunirem no Capitólio dos Estados Unidos. Na preparação para o dia 6 de janeiro, Trump continuou a repetir falsas alegações sobre os resultados das eleições de vários estados, incluindo Geórgia, Pensilvânia, Michigan, Nevada e Arizona. Na manhã de 6 de janeiro, Trump fez um discurso no Ellipse, um parque perto da Casa Branca, e encorajou seus seguidores a caminharem até a Avenida Pensilvânia para incitar nos Republicanos o "tipo de orgulho e ousadia que eles precisam para retomar nosso país". Provocada por Trump, a multidão de apoiadores de Trump invadiu o Capitólio.

### Teoria de Desqualificação da Décima Quarta Emenda
Seção 3. Nenhuma pessoa poderá ... ocupar qualquer cargo, civil ou militar, sob os Estados Unidos... que, tendo previamente prestado juramento... como oficial dos Estados Unidos ...tenha se engajado em insurreição ou rebelião contra os mesmos, ou dado ajuda ou conforto aos inimigos destes. Mas o Congresso pode, por voto de dois terços de cada Casa, remover tal incapacidade.

Em agosto de 2023, os acadêmicos jurídicos conservadores e membros da Federalist Society, William Baude e Michael Stokes Paulsen, em um artigo a ser publicado na University of Pennsylvania Law Review, postularam que Trump é inelegível para ser presidente. Baude e Paulsen argumentam que a Seção Três da Décima Quarta Emenda — uma seção que impede indivíduos de ocupar cargos que, tendo "previamente feito um juramento [...] para apoiar a Constituição dos Estados Unidos", tenham "se envolvido em insurreição ou rebelião" contra os Estados Unidos — aplica-se a Trump por meio de seu esquema de eleitores fraudulentos e "encorajamento específico" de 6 de janeiro, incluindo a recusa em chamar a Guarda Nacional, evidenciado pelo Comitê Selecionado da Câmara sobre o Ataque de 6 de Janeiro e sua segunda acusação federal. De acordo com Baude e Paulsen, os estados são dados obrigação legal e precedente para remover Trump das cédulas primárias sob o Artigo Dois da Constituição, que estabelece os requisitos de elegibilidade presidencial. Baude e Paulsen concedem, no entanto, que a decisão In re Griffin (1869) adotou uma interpretação pragmática e consequencialista da Seção Três, contrária à posição deles. Em um artigo a ser publicado na Texas Review of Law and Politics, os professores de direito Josh Blackman e Seth Barrett Tillman responderam a Baude e Paulsen, argumentando contra a base para uma desqualificação de Trump pela Décima Quarta Emenda.
Em março de 2022, um juiz de distrito decidiu que o então representante Madison Cawthorn, que havia participado do ataque ao Capitólio em 6 de janeiro, não poderia ser barrado da cédula eleitoral como insurrecionista devido ao Ato de Anistia de 1872. Em maio de 2022, época em que Cawthorn já havia perdido nas eleições primárias, a decisão de que o Ato de Anistia se aplicava foi revertida em apelação. Em setembro de 2022, Couy Griffin, um comissário do condado de Otero, Novo México, foi proibido de ocupar cargos públicos pelo resto da vida, sua participação como líder do grupo Cowboys for Trump durante o ataque ao Capitólio tendo sido considerada um ato de insurreição sob a Seção 3.

## Suprema Corte

### Argumentos orais
Jonathan F. Mitchell representou Trump durante as audiências orais, os eleitores que apresentaram o pedido original foram representados por Jason Murray, e Griswold por Shannon Stevenson no escritório do Procurador-Geral do Colorado.
Durante os argumentos orais, os juízes de ambos os lados ideológicos pareceram céticos em relação à afirmação de que estados individuais podem determinar a elegibilidade sob a 14ª Emenda, de acordo com observadores. Em vez disso, os juízes geralmente fizeram perguntas que apontavam para a 14ª Emenda exigindo que o Congresso tomasse a iniciativa dessa determinação. O Juiz Kavanaugh mencionou um caso de tribunal distrital da Virgínia de 1869, In re Griffin, julgado um ano após a aprovação da 14ª Emenda, pelo Juiz Salmon Chase, atuando em sua capacidade como juiz de apelação, no qual o tribunal encontrou que uma proibição contra um juiz insurrecionista não poderia ser passada a menos que o Congresso aprovasse uma lei. Os juízes levantaram poucas questões relacionadas aos eventos de 6 de janeiro.

### Decisão
Em uma opinião per curiam não assinada, a maioria do Tribunal decidiu que o Congresso tem a capacidade exclusiva de fazer cumprir a Seção 3 da Décima Quarta Emenda. A Juíza Barrett concordou com o julgamento, mas observou que o Tribunal não deveria ter decidido sobre a questão de quais ramos do governo federal têm a capacidade de fazer cumprir a Seção 3. Em uma opinião separada, os Juízes Sotomayor, Kagan e Jackson também concordaram com o julgamento, mas disseram novamente que o Tribunal não deveria ter dado ao Congresso o poder exclusivo de decidir questões de elegibilidade da Seção 3.Em uma opinião separada, os Juízes Sotomayor, Kagan e Jackson também concordaram com o julgamento, mas disseram novamente que o Tribunal não deveria ter dado ao Congresso o poder exclusivo de decidir questões de elegibilidade da Seção 3.